# Новий Калень
Новий Калень (пол. Nowy Kaleń) — село в Польщі, у гміні Садковиці Равського повіту Лодзинського воєводства.
Населення — 76 осіб (2011).
У 1975-1998 роках село належало до Скерневицького воєводства.

## Демографія
Демографічна структура станом на 31 березня 2011 року:
|          | Загалом | Допрацездатний вік | Працездатний вік | Постпрацездатний вік |
| -------- | ------- | ------------------ | ---------------- | -------------------- |
| Чоловіки | 43      | 9                  | 27               | 7                    |
| Жінки    | 33      | 5                  | 17               | 11                   |
| Разом    | 76      | 14                 | 44               | 18                   |